# Gorenji Log
Gorenji Log – wieś w Słowenii, w gminie Tolmin. W 2018 roku liczyła 45 mieszkańców.